# Liste der Monuments historiques in Saessolsheim
Die Liste der Monuments historiques in Saessolsheim führt die Monuments historiques in der französischen Gemeinde Saessolsheim auf.

## Liste der Bauwerke
| Bezeichnung             | Beschreibung                                                       | Standort              | Kennzeichnung | Schutzstatus | Datum | Bild           |
| ----------------------- | ------------------------------------------------------------------ | --------------------- | ------------- | ------------ | ----- | -------------- |
| Kirche St-Jean-Baptiste | romanischer Turm, zwischen 1120 und 1140, Schiff und Chor von 1753 | Rue Principale (Lage) | PA67000005    | Inscrit      | 1996  | weitere Bilder |

## Liste der Objekte
| Bezeichnung        | Beschreibung | Standort                              | Kennzeichnung | Schutzstatus | Datum | Bild |
| ------------------ | --- | ------------------------------------- | ------------- | ------------ | ----- | ---- |
| Kirchenausstattung | Ensemble aus drei Altären, Wandverkleidung, Kirchenbänken und Kanzel; Holz, teilweise farbig gefasst und vergoldet, 18. Jahrhundert | in der Kirche St-Jean-Baptiste (Lage) | PM67000250    | Classé       | 1971  |      |